# Biblos
Biblos (arabsko جبيل, latinizirano: Džubajl, Žbejl, starogrško Βύβλος) je mesto v Libanonu ob obali Sredozemskega morja, ki leži približno 40 km severno od Bejruta. Večino današnjih prebivalcev predstavljajo maronitski kristjani.
Domneva se, da je bilo prvič naseljeno med 8800 in 7000 pr. n. št. in neprekinjeno naseljeno od leta 5000 pr. n. št., zaradi česar je eno najstarejših stalno naseljenih mest na svetu. V svoji zgodovini je bil Byblos del številnih civilizacij, vključno z egipčansko, feničansko, asirsko, perzijsko, helenistično, rimsko, fatimidsko, genovsko, mameluško in otomansko. Mesto je Unescov seznam svetovne dediščine.
V starodavnem Biblosu se je razvila feničanska abeceda, verjetno prednica grške, latinske in vseh drugih zahodnih abeced.

## Etimologija
| R5 · N35 | Z4 · N25 |

| R5 · N35 | Z4 · N25 |

| V31 · D58 | N35 · N25 |

| V31 · D58 | N35 · N25 |

Biblos se pojavlja kot Kebny v egipčanskih hieroglifskih zapisih, ki segajo do faraona Sneferuja iz 4. dinastije (ok. 2600 pr. n. št.) in kot Gubla (𒁺𒆷) v akadskih klinopisnih Amarnskih pismih faraonoma iz 18. dinastije Amenhotepa III. in Amenhotepa IV.. V 1. tisočletja pr. n. št. se je njegovo ime pojavilo v feničanskih in punskih napisih kot Gebal (𐤂𐤁𐤋, gbl); v biblijski Stari zavezi kot Geval (גבל); in v sirščini kot gbl (Fluet). Zdi se, da ime izhaja iz gb (𐤂𐤁, "vodnjak") in ʾl (𐤀𐤋, "bog"), slednja beseda, ki bi se lahko različno nanašala na katerega koli od kanaanskih bogov ali zlasti na njihovega voditelja. Zdi se, da je ime torej pomenilo Božji vodnjak ali Božji vir.
Njegovo sedanje arabsko ime Jubayl (جبيل) ali J(e)beil je neposredni potomec teh prejšnjih imen, čeprav je očitno spremenjeno zaradi napačnega razumevanja imena kot tričlenega korena gbl ali jbl, kar pomeni 'gora'. Ko je uporabljena arabska oblika imena, se običajno prevede Jbeil, Jbail ali Jbayl. Vse to, skupaj z Biblos, je etimološko povezano. Med križarskimi vojnami se je to ime pojavilo v evropskih zapisih kot Gibelet ali Giblet. To ime je bilo uporabljeno za grad Biblos in z njim povezano gospostvo.
Feničansko mesto, ki so ga Grki poznali kot Býblos (Βύβλος), Rimljani pa kot Byblus, je bilo pomembno za njihov uvoz papirusa iz Egipta – do te mere, da je byblos v grščini pomenil 'papirus'. Beseda Biblija torej končno izhaja iz grškega imena mesta.

## Zgodovina
Biblos, ki je približno 42 km severno od Bejruta, je privlačen za arheologe zaradi zaporednih plasti ruševin, ki so posledica stoletij človeškega bivanja. Prvi ga je izkopal Ernest Renan leta 1860, kot je bilo objavljeno v njegovem Mission de Phénicie (1865–1874), nato Pierre Montet od 1921 do 1924, ki mu je sledil Maurice Dunand od leta 1925 v obdobju štiridesetih let. Renanova ekspedicija naj bi »priskrbela dokaze, da se mesto ni premaknilo in da je Gebeil Byblos«.
Zdi se, da je bilo mesto prvič poseljeno v obdobju B pred lončarskim neolitikom, približno 8800 do 7000 pr. n. št. Na najdišču je mogoče opaziti neolitske ostanke nekaterih zgradb. Po piscu Filonu iz Biblosa (ki citira Sanchuniathona in citirano pri Evzebiju), je Biblos ustanovil feničanski bog El (ki so ga Grki identificirali s svojim bogom Kronosom). V 3. tisočletju pred našim štetjem je mogoče opaziti prve znake mesta z ostanki dobro grajenih hiš enotne velikosti. To je bilo obdobje, ko se je začela razvijati kanaanska civilizacija.

### Stopnje neolitika in bakrene dobe
Jacques Cauvin je leta 1962 objavil študije orodij iz kremena iz razslojenih neolitskih in bakrenodobnih najdišč. Henri Victor Vallois je leta 1937 objavil ostanke ljudi, najdene v bakrenodobnih grobovih. O grobnicah iz tega obdobja je leta 1950 razpravljal emir Maurice Chehab. Zgodnjo keramiko, najdeno pri Tellu, je objavil E.S. Boynton leta 1960 z nadaljnjimi študijami R. Ericha leta 1954 ter Van Liera in Henrija de Contensona leta 1964.
Najstarejše najdbe dokazujejo poselitev že v začetku 5. tisočletja pr. n. št., ko se je takratna neolitska naselbina že ukvarjala s preprostim kmetijstvom, udomačevanjem živali in ribolovom. Verjetno je že takrat obstajala trgovina z Anatolijo. V bakreni dobi (4. tisočletje pr. n. št.) so že izdelovali keramiko, orožje iz bakra iz Cipra in Kavkaza in pokopavali mrtve v glinenih žarah. Proti koncu tega obdobja so blatne koče pričele nadomeščati pravokotne hiše z lesenimi tramovi, sama naselbina pa se je že zavarovala z obzidjem.

### Egipčansko obdobje
Watson Mills in Roger Bullard nakazujeta, da je bil Biblos v času starega egipčanskega in srednjega egipčanskega kraljestva praktično egipčanska kolonija. Rastoče mesto je bilo bogato in zdi se, da je bilo dolga stoletja zaveznik (med »tistimi, ki so na njegovih vodah«) Egipta. V grobnicah prve dinastije so uporabljali les iz Biblosa. Ena najstarejših egipčanskih besed za oceansko ladjo je bila ladja Biblos. Arheologi so odkrili artefakte, izdelane v Egiptu, tako stare kot fragment posode z imenom vladarja druge dinastije Kasekemvi, čeprav je to »lahko prispelo v Biblos s trgovino in/ali v poznejšem obdobju«. V Biblosu so našli predmete, ki poimenujejo egipčanskega kralja 13. dinastije Neferhotepa I., vladarji Biblosa pa so vzdrževali tesne odnose s faraoni Novega kraljestva Starega Egipta.
V 3. tisočletju pr. n. št. je mesto postalo pomembno trgovsko in versko središče, ki je trgovalo z Egiptom. Egipčanom so prodajali zlasti cedrovino z gorovja Libanon, smolo, volno in olivno olje, od njih pa so kupovali zlato, alabaster, papirus, lan, vrvi, žito in stročnice. Obenem je imelo razvite trgovske stike z Anatolijo in Mezopotamijo. Egipčanski faraoni so velikodušno darovali templju Baalat-Gebal (ženska »različica« boga Baala, ustreznica egipčanske boginje Hator).
Proti koncu 3. tisočletja pr. n. št. so območje preplavili Amoriti in se pomešali s prvotnim prebivalstvom. Stiki z Starim Egiptom so bili kmalu obnovljeni, ohranil se je kult Baalat-Gebal, uveljavilo pa se je precej semitskih vplivov in egipčanski način pokopa v grobnicah. Leta 1725 pr. n. št. so mesto z novimi bojnimi tehnikami (bojni vozovi s konjsko vprego, eskadroni, kopji in sulicami) za poldrugo stoletje zlahka zavzeli Hiksi, dokler jih niso leta 1580 pr. n. št. Egipčani pregnali in v Biblosu vzpostavili vazalno državo. Uveljavil se je kult Izide in Ozirisa.
Okrog leta 1350 pr. n. št. pisma iz Amarne vključujejo 60 pisem Rib-Hada in njegovega naslednika Ili-Rapiha, ki sta bila vladarja Biblosa, ki sta pisala egiptovski vladi. To je predvsem posledica nenehnih prošenj Rib-Hadde za vojaško pomoč Ehnatona. Ukvarjajo se tudi z osvajanjem sosednjih mestnih držav s strani Habiruja.
Zdi se, da so egipčanski stiki dosegli vrhunec med 19. dinastijo, le da so se zmanjšali med 20. in 21. dinastijo. Poleg tega, ko je Novo kraljestvo propadlo v 11. stoletju pr. n. št., je Biblos prenehal biti kolonija in postal najpomembnejše mesto Fenicije. Čeprav se zdi, da arheološki dokazi kažejo na kratek ponovni vzpon med 22. in 23. dinastijo, je jasno, da so Egipčani po tretjem vmesnem obdobju začeli dajati prednost Tiru in Sidonu namesto Biblosu.
Arheološki dokazi v Biblosu, zlasti pet biblijskih kraljevih napisov iz obdobja okoli 1200–1000 pr. n. št., kažejo na obstoj feničanske abecede z dvaindvajsetimi znaki, ki je najstarejša linearna abeceda na svetu (ugaritska abeceda je sicer starejša, vendar temelji na klinopisu); pomemben primer je Ahiramov sarkofag. Uporabo abecede so razširili feničanski trgovci s svojo pomorsko trgovino v dele Severne Afrike in Evrope. Eden najpomembnejših spomenikov tega obdobja je tempelj obeliskov, posvečen kanaanskemu bogu vojne Rešefu, ki pa je v času Aleksandra Velikega propadel v ruševine.

### Antična zgodovina
V asirskem obdobju je Sibittibaal iz Biblosa leta 738 pr. n. št. postal davek Tiglat-Pileserja III., leta 701 pr. n. št., ko je Sanherib osvojil vso Fenicijo, je bil kralj Biblosa Urumilki. Biblos je bil podrejen tudi asirskima kraljema Asarhadonu (vladal 681–669 pr. n. št.) in Asurbanipalu (vladal 668–627 pr. n. št.) pod njegovima kraljema Milkiasafom in Yehawmelekom.
V Ahemenidskem cesarstvu (538–332 pr. n. št.) je bil Biblos četrto od štirih feničanskih vazalnih kraljestev, ki so jih ustanovili Perzijci; prva tri so Sidon, Tir in Arvad.
Helenistična oblast je prišla s prihodom Aleksandra Velikega na to območje leta 332 pr. n. št. V uporabi so bili kovanci in obstaja veliko dokazov o nadaljnji trgovini z drugimi sredozemskimi državami.
Po Pompejevi priključitvi v Rimsko cesarstvo (64 pr. n. št.) se je pričel ekonomski zaton, ker so posekali skoraj vse cedrove gozdove na Libanonkih gorah. Kljub vsemu so se Rimljani lotili obsežnih gradbenih del in Biblos je ostal pomembno versko središče, kjer so častili Adonisa vse do 2. stoletja. V 3. stoletju je bilo zgrajeno majhno, a impresivno gledališče. Z vzponom krščanstva v obdobju Bizantincev (po letu 395) je bila v Biblosu ustanovljena škofija in mesto je hitro raslo. 
Čeprav je znano, da je bila sasanidska kolonija ustanovljena v regiji po zgodnjih muslimanskih osvajanjih leta 636, je malo arheoloških dokazov za to. Trgovina z Evropo je dejansko usahnila in šele ob prvi križarski vojni leta 1098 se je blaginja vrnila v Biblos, takrat znan kot Gibelet ali Giblet.

### Križarji, mameluki, osmansko obdobje
V 12. in 13. stoletju je Biblos postal del grofije Tripoli, križarske države, ki je bila povezana s križarskim Jeruzalemskim kraljestvom, vendar v veliki meri neodvisna od njega.
Kot Gibelet ali Giblet je prišel pod oblast genoveške družine Embriaco, ki si je ustvarila gospostvo Gibelet, najprej kot upravitelji mesta v imenu Genovske republike, nato pa kot dedni fevd, ki se je zavezal plačevati letna pristojbina Genovi in cerkvi San Lorenzo (Genovska stolnica).
Rezidenca družine Embriac, križarski grad Gibelet, je skupaj z utrjenim mestom služil kot pomembna vojaška baza za križarje. Ostanki gradu sodijo med najbolj impresivne arhitekturne objekte, ki so danes vidni v središču mesta. Mesto je leta 1187 zavzel Saladin in v njem naselil Kurde. Leta 1199 so ga križarji ponovno zasedli in obdržali vse do leta 1266, ko jih je pregnal emir Nadžibi, poročnik mameluškega sultana Bejbarsa. Ker se je mesto prostovoljno predalo mamelukom, je bilo mesto po zavzetju razmeroma prihranjeno pred plenjenjem. Njegove utrdbe so bile pozneje obnovljene. Od leta 1516 do 1918 sta mesto in celotna regija postala del Osmanskega cesarstva.
Leta 1860 je Ernest Renan pričel z arheološkimi izkopavanji, v letih 1921–1924 jih je nadaljeval Pierre Montet, vse do leta 1975 pa jih je vodil Maurice Dunand.

### Sodobna zgodovina
Biblos in ves Libanon sta bila pod francoskim mandatom od leta 1920 do leta 1943, ko je Libanon dosegel neodvisnost. Libanonska vojna leta 2006 je negativno vplivala na starodavno mesto, saj je njegovo pristanišče in mestno obzidje prekrilo z oljnim madežem, ki je bil posledica razlitja nafte iz bližnje elektrarne.[46] To pa je bilo očiščeno in obalno območje je od takrat postalo destinacija plaž, zlasti pozno spomladi in v poletni sezoni.

## Demografija
Prebivalci Biblosa so pretežno kristjani, večinoma maroniti, z manjšinami armenskih apostolov, grških pravoslavcev in grkokatolikov. Obstaja tudi manjšina šiitskih muslimanov. Rečeno je, da so mesto Bint Jbeil ("Byblosova hči") v južnem Libanonu ustanovili ti šiitski muslimani. Biblos ima tri predstavnike v libanonskem parlamentu: dva maronita in enega šiita.

## Turizem
Biblos se ponovno pojavlja kot vrhunsko turistično središče. S svojim starodavnim pristaniščem, feničanskimi, rimskimi in križarskimi ruševinami, peščenimi plažami in slikovitimi gorami, ki ga obdajajo, je idealna turistična destinacija. Mesto je znano po ribjih restavracijah, barih na prostem in kavarnah na prostem. Jahte danes križarijo v njegovo pristanišče, tako kot v 1960-ih in 1970-ih, ko sta bila Marlon Brando in Frank Sinatra redna obiskovalca mesta. Libanonski minister za turizem je v Grand Serailu v Bejrutu okronal Biblos za arabsko prestolnico turnej za leto 2016. Condé Nast Traveler je Biblos izbral za drugo najboljše mesto na Bližnjem vzhodu za leto 2012, tako da je premagal Tel Aviv in Dubaj, Svetovna turistična organizacija pa za najboljše arabsko turistično mesto za leto 2013.

## Arheološko najdišče Biblos
Danes je na kraju antičnega Biblosa urejeno arheološko območje. Ker so nekatere stavbe odkrili na temeljih starejših, je danes nekaj stavb prestavljenih, npr.:
- Rimsko gledališče iz leta 218, prvotno prekrito z mozaiki s podobami Bakha (Dioniz) (danes so razstavljeni v Bejrutu), ki so ga ob prestavitvi zmanjšali na le eno tretjino prvotne velikosti.
- Kraljeva nekropola sega v drugo tisočletje pred našim štetjem in vsebuje grobnice bibloških kraljev, vključno s kraljem Ahiramom.
- Tempelj obeliskov iz zgodnjega 2. tisočletja pr. n. št. se sestoji iz osrednjega kockastega podstavka velikega obeliska, ki je verjetno bil posvečen bogu vojne in uničenja Rešefu. Naokoli so postavljeni številni manjši obeliski, ki naj bi predstavljali bivališča raznih bogov. Tudi tempelj obeliskov je bil prestavljen s prvotne lege, kjer so ostanki starejšega Templja iz 3. tisočletja pr. n. št., posvečenega neznanemu božanstvu. V obdobju Amoritov je bil požgan in na novo zgrajen.
- Največji in najstarejši je Tempelj Baalat-Gebal, prvotno zgrajen okoli leta 3000 pr. n. št. Skozi čas so ga precejkrat prezidali in spremenili namembnost, kot svetišče pa je služil vse do obdobja Rimljanov, ko je bil posvečen Astarti oz. Afroditi. Danes so tam na ogled ostanki iz 3. tisočletja pr. n. št. Številne alabasterne vaze, ena med njimi nosi napis z imenom Keopsa, ki so jih izkopali v tem templju, so danes razstavljene v Bejrutu. Do templja so Rimljani zgradili ulico s kolonado, od katere danes stoji 6 ponovno postavljenih stebrov.
- Približno na sredi arheološkega najdišča stoji Ain el-Malik ali kraljevi izvir; približno 20 m globoko, je velika votlina, dostopna po spiralnih stopnicah. Nekoč je oskrbovala mesto z vodo.[20] Po Plutarhovi različici egipčanskega mita o Ozirisu so kraljevi služabniki srečali Izido na stopnicah izvira in jo odpeljali v kraljevo palačo, kjer je našla truplo svojega moža Ozirisa, vdelano v enega od stebrov palače.[21]
- Ob severnem robu najdišča so ohranjeni ostanki antičnega mestnega obzidja. Najmlajši del je najsevernejši iz preloma med drugim in prvim tisočletjem pr. n. št. Sledi mu plast iz obdobja Hiksov (1725 pr. n. št.–1580 pr. n. št.), najjužnejša plast izvira iz druge polovice 3. tisočletja pr. n. št. Še nekoliko južneje so nedoločeni ostanki iz še starejšega obdobja.

Poleg obzidja stoji tudi Grad Biblos - križarski grad, ki so ga v 12. stoletju postavili frankovski križarji na mestu fatimidske utrdbe in pri tem uporabili kamne in stebre iz rimskih stavb. Sestoji se iz osrednjega stolpa tipa donjon (bivalno-obrambni grad) ki ga obkroža obrambno obzidje z dodatnimi stolpi na vsakem vogalu. Na sredi severnega zidu stoji še dodaten stolp, ki je varoval prvotni vhod v mesto.
Severno od antičnega mesta stoji srednjeveški del, ki ga ravno tako obdaja srednjeveško obzidje, najbolje ohranjeno na severnem delu. Med cerkvami izstopa cerkev Janeza Krstnika, ki so jo leta 1115 postavili križarji v romanskem slogu, v naslednjih stoletjih pa je doživela nekaj predelav in dozidav. Okoli leta 1200 so ji tako dozidali odprto in s kupolo pokrito krstilnico, okrašeno v italijanskem slogu v času nadvlade Genovske republike]. Cerkev je bila med britanskim bombardiranjem leta 1840 močno poškodovana in leta 1947 obnovljena. Takrat so ji dodali še zvonik. Poleg cerkve je stala še bizantinska cerkev, od katere se je ohranilo le nekaj mozaikov, temeljev in en steber.
Zanimivo je še pristanišče, ki je navkljub majhnosti nekoč bilo tako pomembno za trgovino po Sredozemlju in Bližnjem vzhodu. Križarji so na obeh koncih ozkega vhoda postavili stolpa, od katerih je danes le severni obnovljen v slogu iz mameluškega obdobja. Tik ob obali stoji tudi znamenita restavracija Byblos Fishing Club, kamor so vse do izbruha libanonske državljanske vojne zahajale hollywoodske filmske zvezde.

## Mednarodne povezave
Biblos je pobraten z:
- Patras, Grčija
- Tripoli, Grčija
- Šparta, Grčija
- Bonifacio, Francija
- Orange, Francija
- Tripoli, Libanon
- Valletta, Malta
- Cádiz, Španija
- İzmir, Turčija